# Эскенс, Марго
Марго Эскенс (нем. Margot Eskens; 12 августа 1936, Дюрен, Рейнская провинция — 29 июля 2022, Каринтия) — немецкая певица, добившаяся успеха в 1950-х и 1960-х годах.

## Биография
Марго Эскенс родилась 12 августа 1936 года (по некоторым данным, 12 августа 1939 года) в городе Дюрен.
Будучи ассистентом стоматолога, Марго стала победительницей конкурса на контракт со звукозаписывающей компанией Polydor в 1954 году, исполнив композицию «Moulin Rouge». Подписав контракт с компанией, Марго стала популярной в немецкоязычных странах. В октябре 1955 года исполнительница впервые попала в немецкий хит-парад с композицией «Ich möchte heut ausgehn», заняв третье место. В 1956—1957 годах Марго отпраздновала свои успехи с композицией «Tiritomba» и кавер-версией на английскую песню «Cindy, Oh, Cindy», ставшими #1 в немецких хит-парадах. Сотрудничество с другими немецкими исполнителями помогло Марго стать лучшей немецкой исполнительницей в 1950-х годах.
1962 год ознаменовался для исполнительницы важным событием: Марго приняла участие в «Немецком шлягер-фестивале 1962», исполнив композицию «Ein Herz, das kann man nicht kaufen». Исполнительница заняла третье место, уступив победительнице Корнелии Фробёсс и занявшей второе место исполнительнице Сив Мальмквист.
В 1963 году немецкая исполнительница Хайди Брюль стала представительницей ФРГ на конкурсе песни «Евровидение-1963» с композицией «Marcel». Однако незадолго до конкурса у Хайди был обнаружен рак желудка. Тогда было решено, что если Хайди станет намного хуже, Марго заменит исполнительницу и представит ФРГ на конкурсе. Исполнительнице удалось побороть болезнь, и она приняла участие в конкурсе. В 1966 году Марго представила ФРГ на конкурсе песни «Евровидение-1966», исполнив композицию «Die Zeiger der Uhr». Она заняла 10-е место, получив в результате 7 баллов.
В 1964 году композиция Марго «Mama» заняла восьмое место в чартах. В последующие годы популярность Марго снизилась. В 1977 году Марго находилась в списке лучших немецких песен в течение двух недель, исполнив композицию «Denk nicht an morgen».
В последнее время Марго Эскенс появлялась в телевизионных шоу и фильмах. С 1956 года было продано 40 миллионов пластинок и компакт-дисков с композициями исполнительницы. Проживала возле озера Вёртер-Зе.

## Личная жизнь
Марго была замужем за своим менеджером Карлом-Хайнцем Мюнхоу (ум. 23 декабря 2011 года).

## Дискография

### Синглы
Синглы, попавшие в первую 20-ку немецких хит-парадов:
- «Ich möcht heut ausgehn» (1955, #3)
- «Tiritomba» (1956, #1)
- «Mamatschi» (1956, #9)
- «Cindy, Oh Cindy» (1957, #1)
- «Calypso Italiano» (1957, #9) (совместно с Сильвио Франческо)
- «Wenn du wieder mal auf Cuba bist» (1957, #12) (совместно с Сильвио Франческо)
- «Wenn du wiederkommst» (1958, #11) (совместно с Сильвио Франческо)
- «Himmelblaue Serenade» (1958, #8) (совместно с Сильвио Франческо)
- «Du bist mir lieber als die andern» (1959, #12) (совместно с Сильвио Франческо)
- «Mondschein-Partie» (1959, #5) (совместно с Сильвио Франческо)
- «Wenn du heimkommst» (1961, #18)
- «Ein Herz, das kann man nicht kaufen» (1962, #19)
- «Mama» (1964, #8)

## Фильмография
- 1961: «Auf Wiedersehen»
- 1962: «…und sowas nennt sich Show»